# 忽吉图高原鳅
忽吉图高原鳅（学名：Triplophysa hutjertjuensis）为輻鰭魚綱鯉形目條鳅科高原鳅属的鱼类，俗名三鳔条鳅、忽吉图条鳅，是中国的特有物种。分布于甘肃河西走廊的石羊河水系和内蒙古达尔罕茂明安联合旗的艾不盖河上游等。该物种的模式产地在忽吉图河。

## 扩展阅读
維基物種上的相關：忽吉图高原鳅